# Saint-Stanislas-de-Kostka
Saint-Stanislas-de-Kostka – gmina w Kanadzie, w prowincji Quebec, w regionie Montérégie i MRC Beauharnois-Salaberry. Nazwa gminy pochodzi od polskiego jezuity, Stanisława Kostki.
Liczba mieszkańców gminy Saint-Stanislas-de-Kostka wynosi 1 668. Język francuski jest językiem ojczystym dla 94,9%, angielski dla 3,9% mieszkańców (2006).